# 凌禮文
凌禮文（英語：Ling Lai Man，1941年9月16日—2010年2月19日），香港甘草演員及模特兒，曾為佳藝電視、麗的電視（亞洲電視前身）及無綫電視旗下藝人。

## 簡歷
凌禮文於1941年出生於香港，祖籍廣東廣州市番禺區，曾在1970年代分別加入佳藝電視、麗的電視（現今或後易名亞洲電視）以及無綫電視參演劇集，凌禮文也為香港電台電視部演出不少教育電視的角色，同時為以後任職廣告的模特兒角色。他於1970至1980年代中期：曾加入遠東劇藝團（1969至1986年）之後的戲劇組，並於2010年1月1日出席了遠東劇藝團42周年紀念晚宴。大約2000年代後期起，凌禮文再簽約為無綫電視旗下藝人（但據悉他在九十年代初或以前已經爲旗下藝人），之後亦曾經爲亞洲電視拍劇，但是未知凌禮文是否曾轉投亞視或作為特約演員同時服務兩台。至2010年2月19日，凌禮文因肺癌於九龍醫院安詳離世，享壽68歲。

## 演出作品

### 音樂錄影帶
- Pixel Toy  -《夏春秋》
- 2004年：容祖兒《啜泣》

### 廣告
- 1979年：漁農處（即今日之漁農自然護理署）政府宣傳片
- 1982年：樋屋奇應丸

### 電影
- 1982年：《我愛夜來香》
- 1984年：《聖誕快樂》飾 門衛
- 1985年：《打工皇帝》
- 1985年：《為你鍾情》飾 醫院警衛
- 1987年：《橫財三千萬》飾 蔣
- 1988年：《奸人本色》飾 珠寶店經理
- 1989年：《法內情大結局》
- 1990年：《老虎出更2》飾 船員
- 1993年：《人生得意衰盡歡》
- 1994年：《九死一生》飾 堅生父
- 1995年：《另類北斗星》
- 2000年：《我在監獄的日子》飾 醫生

### 電視劇（佳藝電視）
- 1975年：隋唐風雲 飾 林公㞒
- 1976年：神雕俠侶 飾 公孫家婚禮主持人

### 電視劇（麗的電視/亞洲電視）
- 1977年：電視人 飾 醫生
- 1978年：鱷魚淚 飾 顧客/酒廠工人
- 1978年：巨星 飾 書記
- 1978年：變色龍 飾 李冠然
- 1978年：奇兵36
- 1979年：天龍訣 飾 莊良輔
- 1979年：大白鯊 飾 麥主任
- 1980年：浮生六劫 飾 客人丙
- 1980年：湖海爭霸錄 飾 黃傑
- 1980年：大地恩情（古都驚雷） 飾 司長乙
- 1980年：彩雲深處 飾 航空公司職員
- 1980年：大內群英續集 飾 成親王
- 1981年：再會太平山
- 1981年：武俠帝女花 飾 太醫
- 1983年：唐伯虎三戲秋香 飾 陳秀才
- 1983年：再向虎山行 飾 張春霖
- 1983年：少女慈禧 飾 老太監
- 1995年：精武門 飾 老馮
- 1995年：殭屍道長 飾 金舖老闆（第19集）
- 1997年：我來自潮州
- 1998年：我來自廣州 飾 校長（第16集）
- 1999年：英雄之廣東十虎
- 1999年：南海十三郎

### 電視劇（香港電台電視部）
- 1970年代：香港電台教育電視

### 電視劇（無綫電視）
| 首播        | 劇名                 | 角色 |
| 1980年      | 上海灘               | 梁廣仁 |
| 1983年      | 射鵰英雄傳           | 貴 伯 |
| 1986年      | 流氓大亨             | 王醫生 |
| 1987年      | 奇門鬼谷             | 秦國使者 |
| 1987年      | 季節（第三輯）       | 第三十五集：房屋經紀 |
| 1988年      | 太平天國             | 梁 發 |
| 1989年      | 蓋世豪俠             | 客棧老闆 |
| 1989年      | 晉文公傳奇           | 大 夫 |
| 1989年      | 他來自江湖           | |
| 1989年      | 難民營風暴           | |
| 1990年      | 孖仔孖心肝           | 醫生 |
| 1991年      | 末路狂奔             | |
| 1992年      | 壹號皇庭             | 林醫生 |
| 1992年      | 大時代               | Ronald及陳萬賢之好友（第15集，角色沒名字） 丁蟹的主診醫生（第30集）                                                        |
| 1994年      | 阿Sir早晨            | 督 學 |
| 1995-1999年 | 真情                 | |
| 1996年      | 武當張三丰           | 說書人 |
| 1997年      | 大鬧廣昌隆           | 慈航大師 |
| 1999年      | 人龍傳說             | 大 師 |
| 2000年      | 創世紀II天地有情     | 梁 進 |
| 2000年      | 男親女愛             | 神 父 |
| 2000年      | 十月初五的月光       | 檔 主 |
| 2000年      | 妙手仁心II           | 男病人 |
| 2001年      | 倚天屠龍記           | 渡劫神僧 |
| 2001年      | 廉政追擊之足球夢     | 法 官 |
| 2001年      | 美味情緣             | 陸一鳴 |
| 2001年      | 尋秦記               | 太 醫 |
| 2001年      | 酒是故鄉醇           | 風水先生(第6集) |
| 2001年      | 皆大歡喜             | 老伯／忤工 |
| 2001年      | 肥婆奶奶扭計媳       | 行 家 |
| 2002年      | 無頭東宮             | 太 醫 |
| 2002年      | 皆大歡喜             | 發叔／商人／張伯／雞佬／老而堅                                                                                             |
| 2002年      | 洛神                 | 李大夫 |
| 2002年      | 法網伊人             | 霍旺祥(第5、6集) |
| 2002年      | 騎呢大狀             | 鄉 紳 |
| 2002年      | 流金歲月             | 醫 生 |
| 2002年      | 烈火雄心II           | 七 叔 |
| 2002年      | 戇夫成龍             | 烏龍鎮鎮長(第3-4、20集) |
| 2002年      | 七號差館             | 發 叔 |
| 2003年      | 洗冤錄II             | 黃員外 |
| 2003年      | 皆大歡喜             | 安 伯／護衛員／看更阿伯／阿伯／女子父親／古董店老闆／阿伯／牌仙／財叔                                                      |
| 2003年      | 十萬噸情緣           | 六契爺 |
| 2003年      | 戀愛自由式           | 小 販 |
| 2003年      | 美麗在望             | 管理員 |
| 2003年      | 西關大少             | 全 叔 |
| 2004年      | 皆大歡喜             | 阿 伯／林 伯／菜 佬／中醫師／缸瓦店老闆／波 伯／公 公／老 闆／老 人／劉 伯／老侍應／看 更／老裁縫／陳伯朋友／老 翁／眨眼佬 |
| 2004年      | 胭脂水粉             | 順 伯 |
| 2004年      | 棟篤神探             | 昆 |
| 2004年      | 爭分奪秒             | 堂 官 |
| 2004年      | 足秤老婆八両夫       | 齋 主 |
| 2005年      | 皆大歡喜             | 材 叔 |
| 2005年      | 阿旺新傳             | 「鍾氏集團」股東(第23集)                                                                                                   |
| 2005年      | 奇幻潮               | Darren父親 |
| 2005年      | 酒店風雲             | 東 叔 |
| 2005年      | 老婆大人             | 八叔公（圍村村民 ） |
| 2005年      | 我的野蠻奶奶         | 李 海（京城同興堂之大夫 ）                                                                                                 |
| 2005年      | 人間蒸發             | 雪糕阿伯 |
| 2005年      | 佛山贊師父           | 通 叔 |
| 2005年      | 蓋世孖寶             | 蔣大人 |
| 2006年      | 謎情家族             | 老伙記 |
| 2006年      | 施公奇案             | 居 民 |
| 2006年      | 鐵血保鏢             | 千總大人 (第13-14集) |
| 2006年      | 飛短留長父子兵       | 程 生 |
| 2006年      | 火舞黃沙             | 陳掌櫃 |
| 2006年      | 鳳凰四重奏           | 九 叔、街 坊 |
| 2006年      | 滙通天下             | 了空大師 |
| 2006年      | 肥田囍事 賭場風雲    | 神 父 根 |
| 2007年      | 蕭十一郎             | 住 持 |
| 2007年      | 同事三分親           | 華爺爺 |
| 2007年      | 溏心風暴             | 祥 |
| 2007年      | 律政新人王II         | 五金店老板 |
| 2007年      | 凶城計中計           | 村 民 |
| 2008年      | 千謊百計             | 仁愛孤兒院院長(第13集) （無綫電視劇集台首播）                                                                              |
| 2008年      | 原來愛上賊           | 中醫師 |
| 2008年      | 金石良緣             | 華 叔 |
| 2008年      | 師奶股神             | 紀禮仁 |
| 2008年      | 珠光寶氣             | 福 伯 |
| 2008年      | Click入黃金屋        | 中醫師 |
| 2009年      | 畢打自己人           | 店 主 |
| 2009年      | 廉政行動2009         | 紙紮店老闆 |
| 2009年      | 烈火雄心3            | 何 伯 |
| 2009年      | 有營煮婦             | 何大福 |
| 2009年      | 古靈精探B            | 佛堂經理 |
| 2009年      | 蔡鍔與小鳳仙         | 街 坊 |
| 2009年      | 宮心計               | 夏公公 |
| 2009年      | 美麗高解像           | 銀記老闆 |
| 2009年      | 老友狗狗             | 周 妹 |
| 2009年      | 盛世仁傑（海外首播） | 善因大師 |
| 2010年      | 老公萬歲             | 士多老闆 |
| 2010年      | 秋香怒點唐伯虎       | 御 醫 |
| 2010年      | 女王辦公室           | 士多老闆 |
| 2010年      | 鐵馬尋橋             | 阿 祥 |
| 2010年      | 飛女正傳             | 梁 就 |
| 2010年      | 掌上明珠             | 殯儀顧問 |
| 2010年      | 談情說案             | 陳有財 |
| 2010年      | 蒲松齡               | 主 持 |
| 2010年      | 情越雙白線           | 福 伯 |
| 2010年      | 施公奇案II           | 梁 官 |
| 2010年      | 女人最痛             | 伯 伯 |
| 2010年      | 摘星之旅             | 何 伯 |
| 2010年      | 翻叮一族             | 廟 祝 |
| 2010年      | 刑警                 | 看 更 |
| 2010年      | 囧探查過界           | 業 主 |
| 2010年      | 誘情轉駁             | 老廟祝 |
| 2011年      | 魚躍在花見           | 老 伯 |
| 2011年      | Only You 只有您      | 羅院長 |

## 外部連結
- 凌禮文在香港影庫上的簡介
- 凌禮文的Facebook專頁（由其女兒管理）